# Campionati europei di pugilato dilettanti 1963
I Campionati europei di pugilato dilettanti maschili 1963 si sono tenuti a Mosca, Unione Sovietica, dal 26 maggio al 2 giugno 1963. È stata la 15ª edizione della competizione biennale organizzata dall'EABA. 133 pugili da 18 Paesi hanno partecipato alla competizione.

## Risultati
| Categoria                   | Oro                    | Argento           | Bronzo                             |
| Pesi mosca (kg 51)          | Viktor Bystrov         | Stefan Panayotov  | Constantin Ciucă Paolo Vacca       |
| Pesi gallo (kg 54)          | Oleg Grigor'ev         | Branislav Petrić  | Rainer Poser Nicolae Pulu          |
| Pesi piuma (kg 57)          | Stanislav Stepaškin    | Giovanni Girgenti | Jerzy Adamski Andrei Otteanu       |
| Pesi leggeri (kg 60)        | János Kajdi            | Boris Nikanorov   | Antero Halonen Giuseppe Sabri      |
| Pesi superleggeri (kg 63.5) | Jerzy Kulej            | Alois Tumins      | Bruno Arcari Gerhard Dieter        |
| Pesi welter (kg 67)         | Ričardas Tamulis       | Silvano Bertini   | János Kálmán Bohumil Němeček       |
| Pesi superwelter (kg 71)    | Boris Lagutin          | Andrew Wyper      | Virgil Badea Siegfried Olesch      |
| Pesi medi (kg 75)           | Valerij Popenčenko     | Ion Monea         | Dragoslav Jakovljević Emil Schulz  |
| Pesi mediomassimi (kg 81)   | Zbigniew Pietrzykowski | Danas Pozniakas   | František Poláček Bernard Thebault |
| Pesi massimi (kg 81 +)      | Josef Němec            | Andrej Abramov    | Dante Canè Klaus Degenhardt        |

## Medagliere
Nazione ospitante 
| Posiz. | Nazione          | Oro | Argento | Bronzo | Totale |
| ------ | ---------------- | --- | ------- | ------ | ------ |
| 1      | Unione Sovietica | 6   | 4       | 0      | 10     |
| 2      | Polonia          | 2   | 0       | 1      | 3      |
| 3      | Cecoslovacchia   | 1   | 0       | 2      | 3      |
| 4      | Ungheria         | 1   | 0       | 1      | 2      |
| 5      | Italia           | 0   | 2       | 4      | 6      |
| 6      | Romania          | 0   | 1       | 4      | 5      |
| 7      | Jugoslavia       | 0   | 1       | 1      | 2      |
| 8      | Bulgaria         | 0   | 1       | 0      | 1      |
| 8      | Scozia           | 0   | 1       | 0      | 1      |
| 10     | Germania Est     | 0   | 0       | 3      | 3      |
| 11     | Germania Ovest   | 0   | 0       | 2      | 2      |
| 12     | Finlandia        | 0   | 0       | 1      | 1      |
| 12     | Francia          | 0   | 0       | 1      | 1      |
|        | Totale           | 10  | 10      | 20     | 40     |